# Carlton Colville
Carlton Colville – osada i civil parish w Anglii, w Suffolk, w dystrykcie East Suffolk. W 2011 civil parish liczyła 8505 mieszkańców. Carlton Colville jest wspomniana w Domesday Book (1086) jako Carletuna/Karletuna.